# Дзюба Сергій Вікторович
Сергій Вікторович Дзюба (20 вересня 1964, м. Пирятин на Полтавщині) ― український письменник, журналіст, редактор, видавець, перекладач, громадський діяч, науковець, літературознавець, літературний критик, композитор, кіносценарист. Головний редактор Чернігівської обласної газети «Чернігівщина». Президент Міжнародної літературно-мистецької Академії України.
Автор 120 книг, перекладених ста мовами і надрукованих у 80 країнах. Лауреат міжнародних, державних і національних нагород у різних країнах. Народний поет України (за версією Міжнародної літературно-мистецької Академії України). Одружений з письменницею, науковицею, професоркою Тетяною Дзюбою.

## Біографія
Народився 20 вересня 1964 року в місті Пирятин на Полтавщині в сім'ї робітників. Служив у війську (1984—1986), закінчив факультет журналістики Київського державного університету ім. Т. Шевченка (1982—1989)[джерело?].
З 1989 року працює у Чернігові: кореспондентом обласної молодіжної газети «Гарт» (1989—1992), головним редактором приватної «Нашої газети» (1992—1993), заступником головного редактора газети «Чернігівські відомості» (1993—1999), власкором газети «Молодь України» (1993—1999), власкором радіо «Свобода» (1997—1999)[джерело?], головою ради громадської організації «Чернігівський медіа-клуб» (1998—1999), завідувачем відділу видання облдержадміністрації «Чернігівський вісник» (1999—2000), редактором чернігівського корпункту інформагенції «Медіа-простір» (2000—2002), керівником прес-служби обласного управління культури (2002—2004), директором видавництва «Чернігівські обереги» (2001—2005), керівником чернігівського корпункту журналу «Україна» (2009), завідувачем редакції радіо телерадіоагенції «Новий Чернігів» (2005—2011), заступником головного редактора газети «Деснянська правда» (2012—2018)[джерело?]. Нині — головний редактор Чернігівської обласної газети «Чернігівщина» (з 2019). Президент Міжнародної літературно-мистецької Академії України (з 2014), яка об'єднує письменників, перекладачів, науковців, журналістів, митців, державних і громадських діячів із 70 країн.

## Творчість
Автор 100 книжок. У 2020 році видано «Справи детектива Самарцева. Ідеальний злочин. Пані кілер». У Німеччині вийшла книга вибраних віршів Сергія Дзюби «Гріх любити неталановито!» німецькою мовою (перекладач Генріх Дік), у Казахстані та Канаді цього ж року в перекладі російською видано книгу «Справи детектива Самарцева. Ідеальний злочин. Пані кілер». Також у Киргизстані вийшла книжка Сергія і Тетяни Дзюби «Веселка на віях» (киргизською та українською мовами, м. Бішкек, 2020). Цього ж року надрукована книжка фантастики Сергія Дзюби «Моя Шахерезада» (Чернігів: Вид-во «Десна Поліграф», 2020, близько 200 кольорових ілюстрацій). А в Канаді побачив світ п'ятий том Сергія і Тетяни Дзюби «Вірші 75 мовами світу» (913 сторінок, Торонто, 2020)[неавторитетне джерело].
У 2021 році вийшов тритомник Сергія Дзюби «Гріх любити неталановито!» (Київ-Чернігів). У першому томі надруковані вірші автора, в другому — його переклади творів видатних зарубіжних письменників із 60 мов світу, а в третьому томі оприлюднені пародії Сергія Дзюби. Цього ж року в Канаді видана книжка Сергія і Тетяни Дзюби «Вірші 80-ма мовами світу». Також книжки віршів Сергія Дзюби «Кохання з русалкою (техніка безпеки)» і Тетяни Дзюби «Акомодація до часу» надруковані в Македонії, у Скоп'є, македонською мовою в перекладі Віри Чорний-Мешкової (2021). А в Казахстані та Канаді вийшла книжка Сергія Дзюби «Моя Шахерезада», яку переклали автор і Володимир Віхляєв (2021)[неавторитетне джерело]. Вийшов перший музичний альбом популярних пісень Сергія Дзюби «Примчу на білому коні» (відеокліпи, 2021).
У 2022 році видано літературознавчу книжку Сергія Дзюби «Прибульці» (864 с., понад 200 кольорових світлин). Роман-серіал для дітей «Потягуськи» («Потягеньки», спільно з Іриною Кулаковською) побачив світ у перекладах англійською, німецькою і вірменською мовами (у США, Німеччині та Вірменії) в перекладах Андрія Євси, Валентини Мінгалієвої і Гургена Баренца. А книжка неймовірних бувальщин на інтимну тематику «Кохання з кумиром» вийшла в Україні. У Канаді виданий п'ятитомник Сергія і Тетяни Дзюби «Вірші 90 мовами світу» (м. Торонто, 2022). Вийшло продовження казкової трилогії «Душа на обличчі» про пригоди кленового бога Кракатунчика — книжка «Королівство Мальви» («Кракатунчик і дракон», 2022). Вийшов другий музичний альбом пісень (відеокліпів) Сергія Дзюби «Закінчиться війна» (2022). Побачила світ книжка «Замість щоденника. Книга друга. Міжнародна діяльність 2020—2022 років» (Київ-Чернігів). Видана друга книга нових українських пісень із нотами «Душа — мов скрипка» (2022). Співавтор книжки «Чернігів у вогні. Зметем орду, відправимо до пекла!» (журналісти газети «Чернігівщина» — про війну з російськими загарбниками і героїчну оборону Придесення, 2022). Побачив світ третій музичний альбом популярних пісень (відеокліпів) Сергія Дзюби «Зима така маленька, мов японка» (2022). Надрукований п'ятитомник Сергія і Тетяни Дзюби «Вірші ста мовами світу» (Канада, м. Торонто, 2022)[неавторитетне джерело].

## Громадська діяльність
Член Національної спілки письменників України (з 1996-го року).
- з 2020-го — академік Міжнародної громадської Академії Поезії (м. Бішкек, Киргизстан; диплом і почесна медаль академіка)[28];
- з 2021-го — академік Всесвітньої Асоціації діячів мистецтва «Глорія» (Німеччина, м. Франкфурт)[29];
- з 2022-го — президент Представництва «Ciesart» (Міжнародної Палати письменників та митців Іспанії, м. Мадрид) в Україні.[30].

З'явився на обкладинці популярного іспанського журналу «Diplomacia cultural en el mundo» («Культурна дипломатія в світі»), де надруковано матеріал про нього українською та англійською мовами (м. Мадрид, Міжнародна Палата письменників та митців Іспанії «Ciesart», 2022).

## Нагороди та відзнаки
- У 2014 році став лауреатом міжнародних літературних нагород — «Золотий перстень» (Македонія), Синдикату болгарських учителів «Перемога» (Болгарія, Міжнародний фестиваль поезії «Славянска прегръдка»), «Золотий асик» (Казахстан), міжнародного фестивалю поезії в Лондоні (Велика Британія) та Міжнародної літературної премії імені Людвіга Нобеля «Будон» (Удмуртія)[32].
- У 2018 році — лауреат Міжнародної літературної премії імені Антуана де Сент-Екзюпері (м. Париж, Франція).[33] Лауреат Всеукраїнської премії «За подвижництво у державотворенні» імені Якова Гальчевського (м. Київ — м. Хмельницький). Нагороджений козацьким Хрестом за визначну міжнародну, творчу та патріотичну діяльність на благо України (м. Київ). Лауреат Міжнародної літературної премії імені Джека Лондона (м. Сан-Франциско, США)[34].
- У 2020 році — лауреат Міжнародної літературної премії імені Марка Твена (США)[35]. Посол миру — лауреат Міжнародної літературної премії миру (Німеччина-США, 2020)[36]. Лауреат Міжнародної мистецької премії імені Сергія Васильківського (м. Київ, 2020)[37]. Переможець Міжнародного конкурсу кіносценаріїв (Канада, Німеччина, США, Україна, 2020)[38]. Нагороджений почесним дипломом у Німеччині «за високі помисли і духовний аристократизм» («Farben der Kunst»)[39]. Лауреат премії імені Галшки Гулевичівни (м. Луцьк ― м. Київ, 2020)[40]. Лауреат Міжнародної мистецької премії імені Іллі Рєпіна (Україна, США, Німеччина, 2020)[41]. Лауреат Міжнародної літературної премії імені Еміля Золя (Франція, 2020)[42]. Відзначений Почесним дипломом «Grand Prix» у Німеччині («Farben der Kunst», найвища їхня нагорода, 2020)[43]. Нагороджений «Діамантовим Дюком» (у номінаціях «Поезія» та «Проза») на Міжнародному літературно-мистецькому конкурсі імені де Рішельє (2020)[44]. Лауреат Міжнародного літературного конкурсу «Дніпро-Бук-Фест-2020» за переклад роману казахського письменника Роллана Сейсенбаєва «Мертві блукають пісками» українською мовою спільно з Тетяною Сидоренко, Олегом Гончаренком і Ярославом Савчиним (м. Дніпро, 2020)[45]. Нагороджений почесною міжнародною відзнакою «Золоті вітрила Глорії» (Німеччина, 2020)[46]. Нагороджений Почесною відзнакою «Народний поет України» (м. Київ, 2020). Нагороджений Почесним дипломом Шостої Міжнародної літературно-мистецької виставки в Одесі, в якій взяли участь художники та письменники з 40 країн (2020)[47]. Лауреат Міжнародної літературно-мистецької премії імені Івана Айвазовського (Україна, Німеччина, США, 2020)[48]. Нагороджений почесним дипломом «Особистість слова і справи» (Міжнародна Академія діячів літератури, мистецтва та комунікацій, Німеччина, Франкфурт-на-Майні, 2020)[49].
- У 2021 році — лауреат Міжнародної літературної премії імені Мацуо Басьо[50]. «Піснями року» стали популярні українські пісні Сергія Дзюби (слова) та Бориса Раденка (музика): «Батьку мій» (співає заслужений артист України Павло Мрежук), «Здрастуйте, рідні!» (народний артист України Леонід Сандуленко) та «Порадниця свята» (Леонід Сандуленко; дует «Крила» — Валентина та Володимир Олійники)[51]. Лауреат Міжнародної мистецької премії імені Архипа Куїнджі (м. Київ, 2021)[52]. Лауреат Міжнародної літературної премії імені Лесі Українки (2021)[53]. «Хітами року» стали пісні Сергія Дзюби (слова) та Ярослава Музики (музика): «Твоїх очей барвінки»[54] (співає Ярослав Музика) і «Пісня про Чернігів» (співавтор слів Олена Терещенко, співає Віктор Гембара). «Кращий музичний твір року» — сценічна кантата «Крила Сімаргла» — для сопрано, тенора, флейти та фортепіано, котру заслужений діяч мистецтв України, композитор Олександр Яковчук створив на вірші Тетяни та Сергія Дзюби (м. Київ, 2021). Лауреат Міжнародної літературної премії імені Роберта Бернса (Шотландія — США, 2021)[55]. Нагороджений Почесним дипломом в Азербайджані за п'ятитомник «Вірші 80-ма мовами світу» (м. Баку, МГО «Смолоскип дружби», 2021)[56]. Нагороджений Почесним знаком «За особливі заслуги» Національної спілки журналістів України (м. Київ, 2021)[57]. Переможець Міжнародного літературно-мистецького конкурсу імені де Рішельє — нагорода «Діамантовий Дюк» у номінаціях «Поезія» та «Проза» (Україна — Німеччина, 2021)[58]. Нагороджений Почесним дипломом «Вінок слави» (Німеччина, м. Берлін, 2021)[59]. Лауреат Міжнародного літературного конкурсу романів, п'єс, кіносценаріїв, пісенної лірики і творів для дітей «Коронація слова» (м. Київ, 2021)[60]. Нагороджений Почесним дипломом «Goldener Grand» (Німеччина, 2021)[61]. Лауреат Міжнародної літературної премії «Global Prestigious Award» імені Махатми Ганді (Індія, м. Делі, 2021)[62]. Лауреат премії миру «De Finibus Terrae» (Італія, 2021)[63]. Нагороджений Почесною відзнакою «За визначний внесок у соціальну справедливість і основний принцип мирного, гармонійно процвітаючого співіснування у державах світу та між націями й народами» (премія миру, Велика Британія, Індія, 2021)[64]. Лауреат Міжнародної літературної премії імені Йоганна Гете (Німеччина, 2021)[65]. Лауреат міжнародної премії «Inspiring Leadership Award» («Лідер, який надихає», Індія, 2021)[66]. Лауреат Міжнародної літературно-мистецької премії «Cristal» («Кришталь», Іспанія, м. Барселона, 2021) та Міжнародної літературно-мистецької премії «Palmier de la Mer» (Франція, м. Париж, 2021)[67]. Лауреат Міжнародної літературної премії «Gold Cup award» («Золотий Кубок») в Еквадорі (2021)[68]. Лауреат міжнародних премій миру в Лівані та Марокко (2021)[69]. Лауреат Міжнародної літературної премії «Mensajeros de la paz» («Посланці миру») в Іспанії (2021)[70]. Лауреат Міжнародної літературної премії імені Івана Шамякіна (Білорусь, Мінськ, 2021)[71]. В Італії надрукували календарі на 2022 рік — зі світлинами видатних письменників із різних держав. Представлені там і українці Сергій та Тетяна Дзюби (м. Рим, 2021)[72].
- У 2022 році  — лауреат Міжнародної літературно-мистецької премії імені Махатми Ганді (Індія, м. Делі)[73]. «Піснями року» стали пісні Сергія Дзюби та композитора Бориса Раденка «Батьку мій» і «Не сумуй, калинонько!» (виконують Наталія Шинкаренко; народний ансамбль «Чарівниця» Палацу культури «Дарниця», керівник Борис Раденко) та «Я намалюю сон» у виконанні дуету «Крила» (Валентина і Володимир Олійники)[74]. Лауреат Всесвітньої творчої премії «Золоте перо» (Перу, м. Ліма, 2022)[75]. Лауреат Почесної відзнаки «Золотий письменник світу» (спільна нагорода 10 держав: США, Англії, Німеччини, Франції, Італії, Іспанії, України, Китаю, Індії та Японії, 2022). Лауреат міжнародної премії «Global Humanitarian Award» (Індія, 2022). Лауреат почесної премії «Ікона миру» (Італія, 2022). Лауреат Міжнародної літературно-мистецької премії «Досконалість» (Сирія, 2022)[76]. Лауреат Почесної відзнаки «За заслуги» (Німеччина, м. Франкфурт, 2022)[77]. «Всесвітній Посол культури та літератури» (Почесна відзнака Міжнародної палати письменників і митців Іспанії, м. Мадрид, 2022)[78]. Нагороджений Почесною медаллю Міжнародної Академії Поезії (Киргизстан, м. Бішкек, 2022). Лауреат міжнародних премій «Ікона миру» в Хорватії, Сербії, Індії та Іраку (2022)[79]. Лауреат міжнародної премії «Лідер нової генерації» (Філіппіни, м. Маніла, 2022)[80]. Лауреат Почесної відзнаки «Людина року» (Чехія, 2022)[81]. Лауреат Міжнародної літературної премії імені Леонардо да Вінчі (Італія, Німеччина, 2022)[82]. «Хітами року» стали популярні пісні заслуженого артиста України зі Львова Ярослава Музики (музика) та народного поета України з Чернігова Сергія Дзюби (слова): «В нашім домі» і «Місяць і дівчина» (співає заслужений артист естрадного мистецтва України Віктор Гембара, м. Львів) та «З Днем народження!» (співає Ростислав Музика, м. Львів), 2022. Переможець і посол почесної міжнародної премії «Книга для Миру» (Італія, 2022). Лауреат міжнародної премії «Голос поезії» (Аргентина, 2022). Тетяна і Сергій Дзюби потрапили до «Золотої книги світових рекордів» в Індії. Також пані Тетяна стала в цій державі «Жінкою року» та лауреатом Міжнародної літературної премії «Global Woman», а добродій Сергій названий «Чоловіком року» і лауреатом Міжнародної літературної премії «Global man» (м. Делі, 2022)[83]. Нагородили творче подружжя українців і в Іспанії: Тетяна теж стала «Жінкою року», а Сергій — «Чоловіком року» — його відзначили за всі книжки, присвячені дружині (м. Мадрид, 2022). Як президент Міжнародної літературно-мистецької Академії України, Сергій Дзюба отримав Подяку від Його Високості, Принца Нереіда де Бурбона з Франції (м. Париж, 2022)[84]. Лауреат міжнародної премії «Золоте перо» в Азербайджані (м. Баку, 2022)[85]. Лауреат міжнародних премій «За видатну творчу діяльність» (Марокко, Коста-Рика) та «Письменники року» (Марокко, Еквадор, 2022)[86]. Сергій і Тетяна Дзюби отримали міжнародні сертифікати з Іспанії — їхні вірші увійшли до всесвітньої антології «Золота книга миру», перекладеної 40 мовами (м. Мадрид, 2022)[87]. Лауреат Шляхетної премії ООН «Un Rescue Noble Award» — за визначний внесок у галузі прав людини та соціальної роботи (Нігерія, 2022)[88]. Також нагороджений Почесною відзнакою «За яскраву творчість, міжнародні проекти та волонтерську діяльність» (Нігерія, 2022). Лауреат Міжнародної літературно-мистецької премії «Machu Picchu» (Перу, м. Ліма, 2022)[89]. Лауреат міжнародних літературно-мистецьких фестивалів «International Uzbekistan Festival» і «World Festival» в Узбекистані (2022)[90]. Переможець Міжнародного літературно-мистецького фестивалю «Великий Шовковий шлях» («The Great Silk Road Festival»: Туреччина, Німеччина, Україна, Узбекистан, Індія, Бангладеш, Китай, 2022)[91]. Лауреат Міжнародної літературної премії «The Golden Scroll Award» («Золотий сувій») у Швейцарії (2022)[92]. Нагороджений Почесним дипломом від королеви інтелекту в Німеччині (2022)[93]. Переможець Міжнародного літературно-мистецького конкурсу імені Ернеста Хемінгуея в Німеччині (м. Франкфурт, 2022)[94]. Лауреат міжнародної премії «За видатну діяльність» (Нігерія, 2022)[95]. Переможець Міжнародного літературно-мистецького фестивалю «Літо-2022» в Ташкенті (Узбекистан, Туреччина, Мексика, Бразилія, Індонезія) за п'ятитомник «Вірші 90 мовами світу» (2022)[96]. Посол культури та літератури (Марокко, 2022)[97]. Лауреат Міжнародної літературної премії імені Віктора Гюго (Франція, м. Париж, 2022)[98]. Лауреат Міжнародного літературно-мистецького фестивалю «Дружба-2022»: Узбекистан, Туреччина, Венесуела, Болівія, Туркменістан та В'єтнам (м. Ташкент, 2022)[99]. Переможець Міжнародного літературно-мистецького конкурсу імені де Рішельє: найвища нагорода «Діамантовий Дюк» в поезії та прозі (Україна, м. Одеса — Німеччина, м. Франкфурт, 2022)[100]. Лауреат Міжнародного літературно-мистецького фестивалю «Осінь-2022»: Узбекистан, Киргизстан, Таджикистан, Грузія, Вірменія, Молдова, Парагвай (м. Ташкент, 2022)[101]. Нагороджений Почесним дипломом «Борець за світло істини» (Німеччина, 2022)[102]. Лауреат Міжнародної літературної премії «Книга для миру» (Італія, 2022)[103]. Лауреат Міжнародної літературної премії «Золоте перо» (Мексика, 2022)[104]. Лауреат міжнародної премії «За альтруїзм» (Швейцарія, 2022)[105]. Лауреат міжнародної нагороди «За великий внесок у літературу» (Пакистан, 2022)[106]. Лауреат Міжнародної літературної премії імені Джека Лондона, як співавтор книги «Чернігів у вогні» (США, 2022)[107]. Лауреат Міжнародної літературної премії імені Антуана де Сент-Екзюпері, як співавтор книги «Чернігів у вогні» (Франція, Париж, 2022). Лауреат міжнародної нагороди «За видатну творчу діяльність» (Уругвай, Колумбія, 2022)[108]. Переможець конкурсу «Краща книга року» (головна номінація «Поезія та проза», Україна, м. Чернігів, 2022)[109].
- У 2023 році — лауреат Почесної відзнаки «Особистість слова і справи» (Німеччина, м. Франкфурт)[110]. Лауреат міжнародного фестивалю «Зима-2023» (Узбекистан, Швеція, Норвегія, Фінляндія, Данія, Латвія, Литва, Естонія, 2023). Пісні на вірші Сергія Дзюби і музику Миколи Збарацького «Сестра» та «Калина зажурилася» у виконанні дуету «Крила» — Валентини і Володимира Олійників — визнані тепер «Піснями року» (м. Київ, 2023)[111]. Пісні на вірші Сергія Дзюби (слова) та Петра Лойтри (музика) «Закінчиться війна», «Донечка» та «Будь моєю!» визнані «Хітами року» (м. Київ, 2023)[112].

Учасник і лауреат багатьох міжнародних літературно-мистецьких фестивалів, наукових конференцій і літературних свят: у Німеччині, Англії, Італії, Туреччині, Румунії, Чехії, Польщі, Болгарії, Македонії, Росії, Казахстані, Китаї, Індії, Бангладеш, Мексиці, Бразилії, Індонезії, Венесуелі, Болівії, В'єтнамі, Узбекистані, Туркменістані, Білорусі[неавторитетне джерело].
- Орден Івана Богуна (нагорода Українського Козацтва, 2019)[115].